# ФБР: Найбільш розшукувані
«ФБР: Найбільш розшукувані» (англ. FBI: Most Wanted) — американський кримінальний драматичний телесеріал, створений Рене Балкером і продюсером Wolf Entertainment, який був замовлений CBS у травні 2019 року. Це перший спін-офф драми Діка Вульфа «ФБР» у першому сезоні якого були представлені герої серіалу. Прем'єра серіалу відбулася 7 січня 2020 року.
У травні 2020 року серіал було продовжено на другий сезон; прем'єра якого відбулася 17 листопада 2020 р. У березні 2021 р. CBS продовжила серіал на третій сезон; прем’єра якого відбулася 21 вересня 2021 року.
У травні 2022 року CBS продовжила серіал на четвертий і п’ятий сезони. Прем’єра четвертого сезону відбулася 20 вересня 2022 року. Прем’єра п’ятого сезону відбулася 13 лютого 2024 року  із затримкою з вересня 2023 року через страйк WGA та SAG-AFTRA. З цієї ж причини в п'ятому сезоні всього 13 епізодів. У квітні 2024 року серіал було продовжено на шостий сезон. В березні 2025 року телесеріал було закрито після шести сезонів.

## Сюжет
Серіал зосереджується на роботі нью-йоркської Оперативної групи щодо втікачів (FTF ) Федерального бюро розслідувань (ФБР ), яка невпинно відстежує та ловить горезвісних і небезпечних злочинців у списку найбільш розшукуваних ФБР. Керує командою спеціальний агент ФБР Джесс ЛаКруа, досвідчений, загадковий агент, який використовує свої професійні навички профілювання, щоб допомогти затримати найнебезпечніших злочинців. Протягом 1 сезону до оперативної групи входять спеціальні агенти Шеріл Барнс, колишній детектив поліції Нью-Йорка зі ступенем психолога поведінки, який служить другим командиром команди; Кенні Кросбі, ветеран військової розвідки армії США, якого Джесс взяв під своє крило; Хана Гібсон, аналітик розвідки команди; і Клінтон Скай, один із найдосвідченіших польових агентів у команді та брат померлої дружини Джесс, а також шурин Джесс із Клінтоном, а також стрілець або снайпер команди. Команда також працює поза зоною 26 Fed на Манхеттені або в невідомій будівлі, яка знаходиться під контролем ФБР. Перебуваючи в дорозі, розслідуючи справи, вони також діють із мобільного командного центру, який є їх основною базою для операцій.
У другому сезоні Скай отримує спеціальне завдання в Бюро у справах індіанців, і зрештою її замінює спеціальний агент Іван Ортіс, колишній офіцер банди Департаменту поліції Лос-Анджелеса з інстинктами вуличного поліцейського, а Кросбі замінює Скай на посаді снайпера/стрілка в команді. У прем'єрі третього сезону Кросбі відправляють у відпустку на лікування (після того, як його поранив колишній армійський товариш під час розслідування, Кросбі допомагав агентам ФБР Меггі Белл і О. А. Зідан) і йде, повертаючись до Оклахоми. Його замінює спеціальний агент Крістін Гейнс, висхідна зірка з офісу ФБР у Маямі. Пізніше, у другій половині сезону, Лакруа отримує поранення в шию і помирає, що спустошує решту команди. Згодом його замінює наглядовий спеціальний агент Ремі Скотт — щойно закінчив багаторічну роботу в польовій команді ФБР у Лас-Вегасі — як керівник групи. Ближче до кінця сезону Ортіс покидає оперативну групу, щоб доглядати за своїм хворим батьком у Лос-Анджелесі. До 4 сезону він повернувся до Лос-Анджелеса назавжди, щоб продовжувати піклуватися про свого батька, і незабаром його замінив спеціальний агент-новачок Рей Кеннон, уродженець Нового Орлеана, який також є колишнім детективом поліції Нового Орлеана, чий батько був частиною бюро.
Між 4 і 5 сезонами Гейнс переїжджає до Денвера, щоб бути поруч зі своїми дітьми, а спеціальний агент Ніна Чейз з Нью-Йоркського польового офісу займає її місце в команді.

## Виробництво
29 січня 2019 року було оголошено, що CBS замовила бекдор-пілот із доданими зобов’язаннями щодо серіалу для потенційного додаткового серіалу під назвою «ФБР: Найбільш розшукувані», епізод якого має вийти в ефір у другій частині першого сезону. Серіал буде зосереджений на відділі ФБР, якому доручено відслідковувати та затримувати найвідоміших злочинців зі списку найбільш розшукуваних ФБР. За словами Діка Вульфа, спін-офф планує запустити серію взаємопов’язаних шоу, подібних до обох франшиз Wolf's Chicago та Закон і порядок на NBC. 9 травня 2019 року CBS оголосила, що серіал «ФБР: Найбільш розшукувані» замовили. Через кілька днів було оголошено, що прем’єра серіалу відбудеться в середині сезону взимку-навесні 2020 року. Прем’єра серіалу відбулася 7 січня 2020 року. 13 березня 2020 року відбулася оголосила, що Universal Television призупинила виробництво через пандемію COVID-19 в Сполучених Штатах. Вони знімали 15 епізод, режисер Лексі Александр.